# نوبالگان
نوبالگان (نام علمی: Neopterygii) نام یک زیررده از ردهٔ پرتوبالگان است.